# Aconodes tuberculata
Aconodes tuberculata är en skalbaggsart som först beskrevs av Stefan von Breuning 1940.  Aconodes tuberculata ingår i släktet Aconodes och familjen långhorningar.
Artens utbredningsområde är Burma. Inga underarter finns listade i Catalogue of Life.